# Ghiacciaio Gressitt
Il ghiacciaio Gressitt è un ampio ghiacciaio lungo circa 80 km situato sulla costa di Oates, nella regione nord-occidentale della Dipendenza di Ross, in Antartide. In particolare, il ghiacciaio, il cui punto più alto si trova a circa 1800 m s.l.m., ha origine direttamente dall'Altopiano Antartico nella regione meridionale dei monti USARP, da dove fluisce verso nord-est, scorrendo tra l'estremità meridionale della dorsale Daniels e il versante settentrionale dei picchi Emlen, fino a unire il proprio flusso a quello del ghiacciaio Rennick poco a nord della dorsale Morozumi.

## Storia
Il ghiacciaio Gressitt è stato mappato per la prima volta dallo United States Geological Survey grazie a fotografie scattate dalla marina militare statunitense (USN) durante ricognizioni aeree e terrestri effettuate nel periodo 1960-62, e così battezzato dal Comitato consultivo dei nomi antartici in onore di J. Linsley Gressitt, un biologo che svolse studi nell'area del mare di Ross nel corso di sei estati australi, dalla stagione 1959-60 alla stagione 1965-66.